# ناحیه گوجرانوالا
ناحیه گوجرانوالا (به انگلیسی: Gujranwala District) یکی از ناحیه‌های پاکستان در پاکستان است که در پنجاب واقع شده‌است. ناحیه گوجرانوالا ۳٬۶۲۲ کیلومتر مربع مساحت و ۵٬۰۱۴٬۱۹۶ نفر جمعیت دارد.